# Rich County
Rich County is een van de 29 county's in de Amerikaanse staat Utah en vernoemd naar Charles C. Rich, een apostel van de Kerk van Jezus Christus van de Heiligen der Laatste Dagen.
De county heeft een landoppervlakte van 2.664 km² en telt 1.961 inwoners (volkstelling 2000). De hoofdplaats is Randolph.
In het noorden ligt Bear Lake, dat Rich deelt met de gelijknamige county, aan de andere kant van de grens met Idaho.

## Bevolkingsontwikkeling

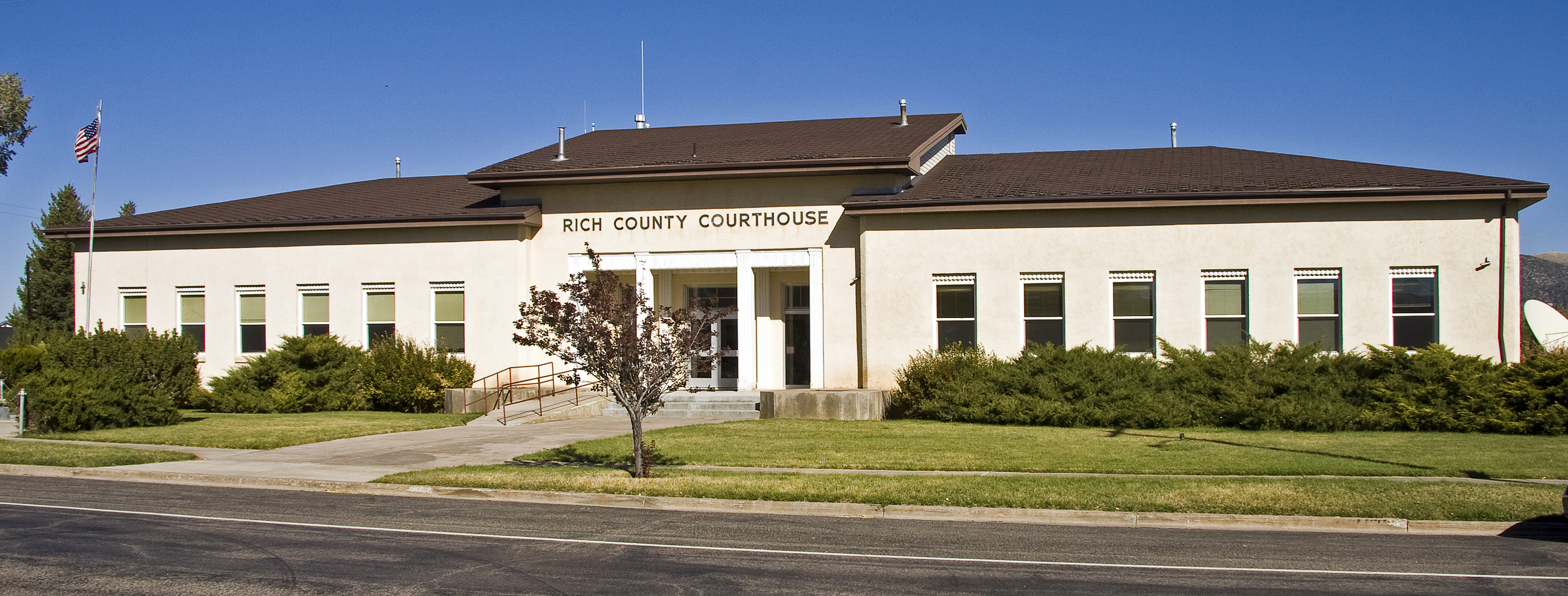
Rich County Courthouse

Beaver · Box Elder · Cache · Carbon · Daggett · Davis · Duchesne · Emery · Garfield · Grand · Iron · Juab · Kane · Millard · Morgan · Piute · Rich · Salt Lake · San Juan · Sanpete · Sevier · Summit · Tooele · Uintah · Utah · Wasatch · Washington · Wayne · Weber